# 實用率
實用率常於樓房買賣的銷售單張及廣告之中提及，是一個百分率，計算方法如下：
實用率 = 實用面積 / 建築面積 × 100%
這裡即是說，「實用面積」與實用率成正比，房屋的單位實用面積越大，實用率的百分數就會越大。 不過，付樓款不是按樓房呎價再乘以面積，而是按單位整體來定價。「建築面積呎價」與「實用面積呎價」其實都是數字遊戲，而不影響最終售價。  建築面積包括公眾地方，後樓梯、天台、升降機及物業管理處、大堂、住客會所、水池等；而實用面積則代表私人擁有的樓房部份，但由於私人擁有部份包括牆身、窗台及露台等用途受限制的設施，因此用途不大；如要比較不同樓房的實用程度，應以內攏面積量度。
因此，所謂實用率高，只是地產推售的點子，只作參考。